# Сото (дзен)

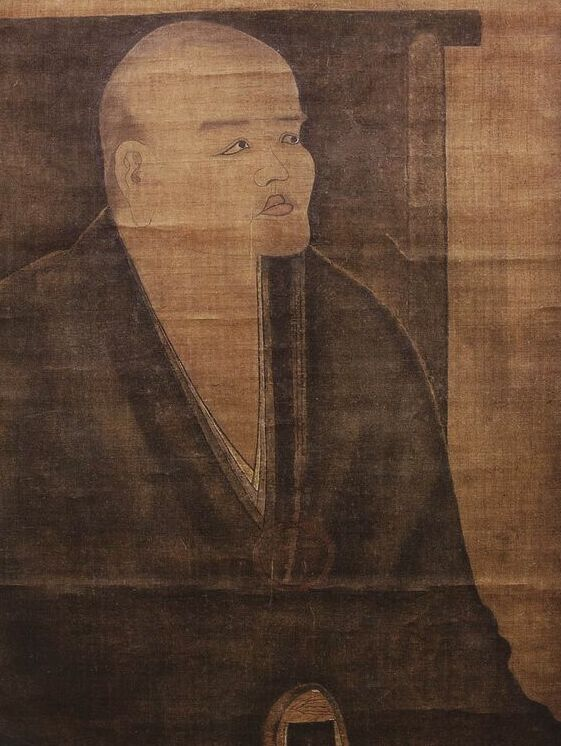
Майстра Доґен

Сото́ (яп. 曹洞宗, そうとうしゅう, латиніз.: sōtō-shū) — одна з трьох течій дзен у японському буддизмі. Інші дві — Ріндзай та Обаку. Сото став основною сучасною школою дзен-буддизму (відомою як Чань у Китаї, Сон у Кореї, Тхієн у В'єтнамі та Дзен у Японії).

## Історія
Школа була заснована в Китаї під впливом двох майстрів: Дуншань Лянцзе та його учня Цаошань Беньцзи. Перша синограма в імені кожного з цих двох майстрів дала назву школі.

### Доґен
У тринадцятому столітті Доґен привіз цю школу до Японії після перебування в Китаї разом з її майстрами.
У 1223 році, коли в японському дзенові домінувала школа Ріндзай, майстер Доґен разом з одним з учнів Ейсая вирушив до Китаю. Там він провів рік у монастирі Цзіндесі на горі Тяньтун, де відкрив для себе школу Чань. Зустріч з майстром Руцзін стала вирішальною, адже саме він мав стати новим учителем Доґена і доручити йому передати своє вчення в Японію. Повернувшись на батьківщину, Доґен спочатку заснував храм Косьо-дзі в Кьото (імператорській столиці), але зіткнувшись з ворожістю школи Ріндзай, яка мала міцні позиції в імператорській центральній владі, він залишив місто. За підтримки учня-мирянина, лорда провінції Етідзен, він заснував храм Ейхей-дзі (16 км на південний схід від сучасного міста Фукуї).

### Кейзан
Кейзан Джьокін (1264—1325), якого вважають співзасновником школи, був одним з найважливіших наступників Доґена. У 1321 році він заснував храм Содзі-дзі, якому судилося стати другим головним храмом школи. Кейзан запровадив ритуали Сінґон, а також традиційні японські божества з синтоїзму до школи Сото, що сприяло зростанню впливу школи в Японії та її поширенню серед широких народних мас.

## Сучасність
Сьогодні школа Сото є найбільшою з японських дзен-буддистських шкіл, яка налічує близько 14 700 храмів, 15 000 монахів і монахинь і майже сім мільйонів послідовників. Дві інші школи за розміром — Ріндзай з 1,8 мільйонами послідовників та Обаку з 350 0003.

## Практика
Школа Сото наголошує на практиці дзадзен і відкидає надмірно систематичне використання коан. Вона також стверджує можливість досягнення просвітлення за одне життя. У практиці дзадзен слід розрізняти шикантаза — «просто сидіння» — і мокушо-дзен — «мовчазне просвітлення». Важливим є стан розуму хішірьо, «поза думками». Доґену приписують фразу: «Практика і просвітлення — це одне».

### Шикантаза
Шикантаза — це медитаційна поза Сото Дзен, яка займає центральне місце в практиці школи. Шикантаза означає «просто сидіти» або «просто сидіти»: ви сидите на подушці (дзафу) в позі лотоса (кекка фуза) або напівлотоса (ханка фуза). Шикантаза — це просто сидіння без певного наміру. «Практика сидячої медитації полягає в тому, щоб звільнити себе від тіла і серця. Тільки той, хто медитує, просто сидячи, може досягти цього спорожнення». (Майстер Ньодзьо).
Шикантаза дзадзен знаходиться нижче або за межами поняття медитації в тому сенсі, що акцент робиться виключно на позі й приписі «відпустити думки». У багатьох практиках «кекка фуза» (поза лотоса) є опорою, на яку прищеплюється медитативна практика. У практиці шикантаза дзадзен, як вчив Доґен та його послідовники, саме поза є опорою для медитації, «кекка фуза» є достатньою сама по собі.

### Хішірьо
Це одне з найважливіших понять школи Сото, що описує ментальну установку, яку слід розвинути після прийняття правильної пози в дзадзен. Цей стан розуму полягає не в тому, щоб відсікати думки, а в тому, щоб пропускати їх, не оцінюючи їх. Так, за словами Доґена: «Не думайте про те, що „добре“ чи „погано“. Не судіть, що є істинним, а що ні. Перервіть всі рухи розуму, інтелекту і свідомості; припиніть судити думками, ідеями або думками. Не майте бажання стати Буддою».
За словами Тайсена Дешімару (яп. Taisen Deshimaru): «Це основне мистецтво дзадзен. Хішірьо виникає з правильної пози й глибокого видиху. Ми не думаємо, але несвідоме підіймається. Ми думаємо несвідомо з таламуса, глибинного мозку. Таким чином, наша свідомість поглиблюється, розширюється і поширюється на весь космос, тут і зараз. Таким чином наш розум досягає досконалого спокою, а нейрони нашого мозку набувають тієї ж вібрації, що й у Всесвіті».

### Мокушо-дзен
Мокусьо-дзен — це тихе просвітлення, це медитація без підтримки, без об'єктів. Вона протиставляється медитації, заснованій на коані. Мокусьо-дзен, яка є складовою дзадзен (в Сото-дзен), може бути відокремлена від нього, щоб переживатися в кожній дії нашого повсякденного життя. Таким чином, кожна мить є реалізацією.
Цю медитацію повсякденного життя також виражають нансенівські heijō shin kore dō (平常心是道) (повсякденний розум — це Шлях) або nyojō datsu raku shin jin (脱落身心) (тіло-розум роздягає себе).

### Медитація в дзендо
У дзен-буддизмі Сото дзен медитують, стоячи обличчям до бічних стін медитаційної зали, Дзендо. У центральному проході рухається дзікідо (яп. jikidō) (відповідальний за кейсаку, палицю пробудження). Кьосаку використовується по-різному в різних храмах і країнах. Удар зазвичай просить той, хто медитує, сигналізуючи про це ґассьо (зчепленими долонями). Дзікідо торкається палицею правого плеча людини, щоб попередити її про удар; після цього вони разом кланяються, потім той, хто медитує, нахиляє голову вліво, і дзікідо завдає йому удару. Потім він підставляє своє ліве плече, щоб воно також отримало удар. Якщо удару палицею недостатньо, відповідальний може нанести серію ударів (яп. rensaku).
Сеанси дзадзен, які тривають від сорока до п'ятдесяти хвилин, чергуються з медитативними прогулянками (кінгін), що тривають близько десяти хвилин. Ця ходьба, також відома як «ходьба дзадзен», призначена для того, щоб розслабити ноги, не перериваючи спокій і зосередженість дзадзен.

## Сото на Заході
З кінця другої половини двадцятого століття дзен став дуже популярним на Заході — особливо в Сполучених Штатах і Європі — на відміну від обмеженого інтересу в Японії водночас. Течія зокрема дісталася й України.